# 欧洲E22公路
欧洲E22公路（E22）是欧洲最长的国际公路之一，经过英国、荷兰、德国、瑞典、拉脱维亚和俄罗斯，全长5320公里。
- 在英国境内，欧洲E22公路穿过以下主要城市：

霍利海德 — 切斯特 — 沃灵顿 — 曼彻斯特 — 利兹 — 唐卡斯特 — 伊明赫姆

注：从伊明赫姆到阿姆斯特丹没有渡船，最近的渡口是赫尔到鹿特丹。
- 在荷兰境内，欧洲E22公路穿过以下主要城市：

阿姆斯特丹 — 格罗宁根 — 新斯汉斯
- 在德国境内，欧洲E22公路穿过以下主要城市：

宾德 — 莱尔 — 奥尔登堡 — 代尔门霍斯特 — Stuhr — 不来梅 — 汉堡市 — 吕贝克 — 罗斯托克 — 施特拉尔松 — 萨斯尼茨

注：有渡船从莎斯尼兹到特雷勒堡。
- 在瑞典境内，欧洲E22公路穿过以下主要城市：

特雷勒堡 — 马尔默 — 兰斯克鲁纳 — 卡尔马 — 北雪平
- 在拉脱维亚境内，欧洲E22公路穿过以下主要城市：

文茨皮尔斯 — 里加 — 叶卡布皮尔斯 — 雷泽克内 — 濟盧佩
- 在俄罗斯境内，欧洲E22公路穿过以下主要城市：

拉俄边界 — 沃洛科拉姆斯克 — 莫斯科 — 弗拉基米尔 — 下诺夫哥罗德 — 切博克萨雷 — 喀山 — 叶拉布加 — 伊热夫斯克 — 伊格拉 — 彼尔姆 — 叶卡捷琳堡 — 秋明 — 伊希姆

## 相关公路
欧洲E22公路和以下公路交叉：
| - 欧洲E5公路 - 欧洲E20公路 - 欧洲E15公路 - 欧洲E19公路 - 欧洲E35公路 - 欧洲E232公路 - 欧洲E37公路 - 欧洲E234公路 - 欧洲E45公路 |  | - 欧洲E26公路 - 欧洲E47公路 - 欧洲E55公路 - 欧洲E251公路 - 欧洲E6公路 - 欧洲E64公路 - 欧洲E20公路 - 欧洲E4公路 - 欧洲E77公路 |  | - 欧洲E67公路 - 欧洲E262公路 - 欧洲E95公路 - 欧洲E105公路 - 欧洲E115公路 - 欧洲E30公路 - 欧洲E125公路 |

## 沿途风景

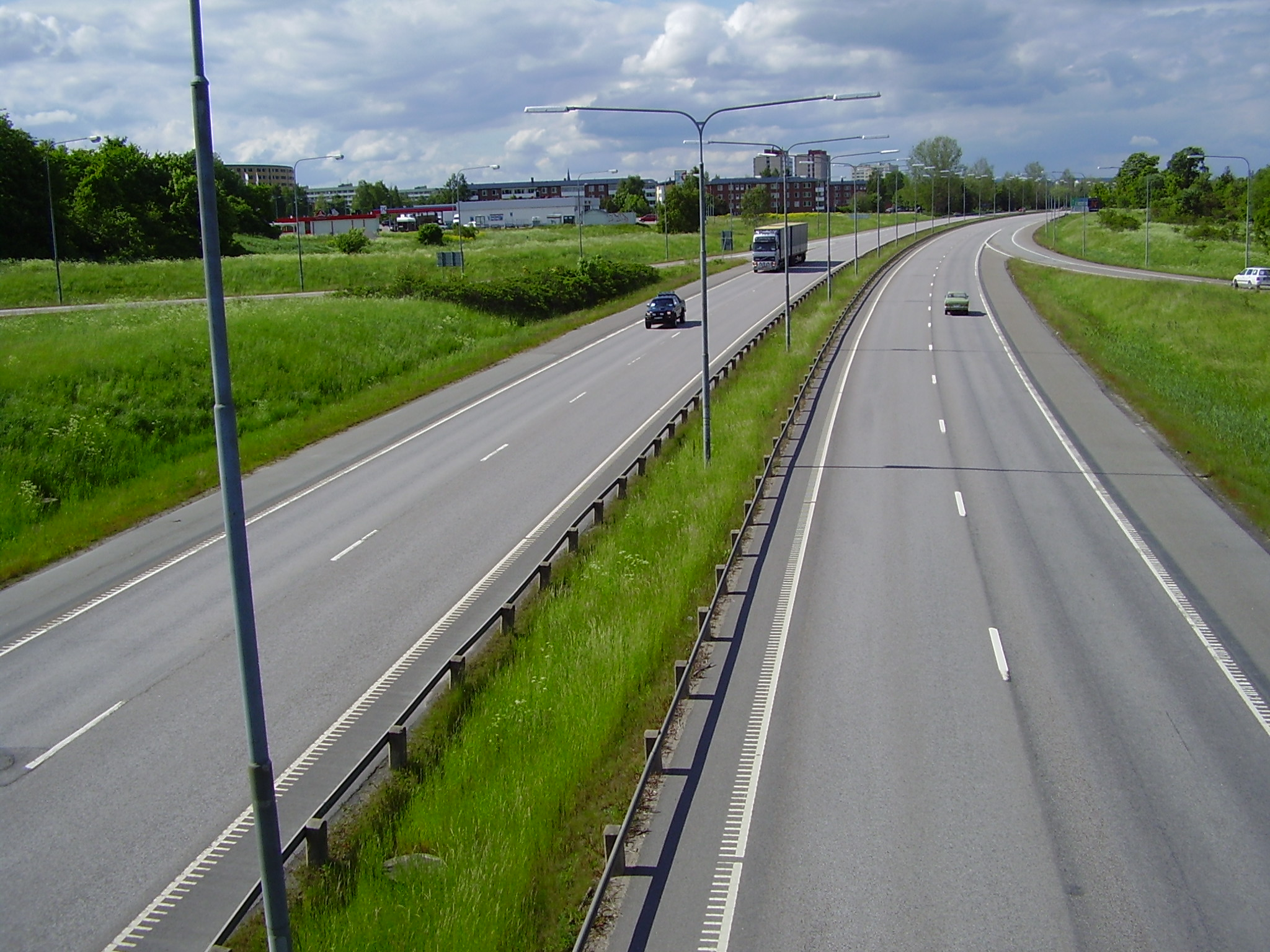
欧洲E22公路瑞典北雪平路段
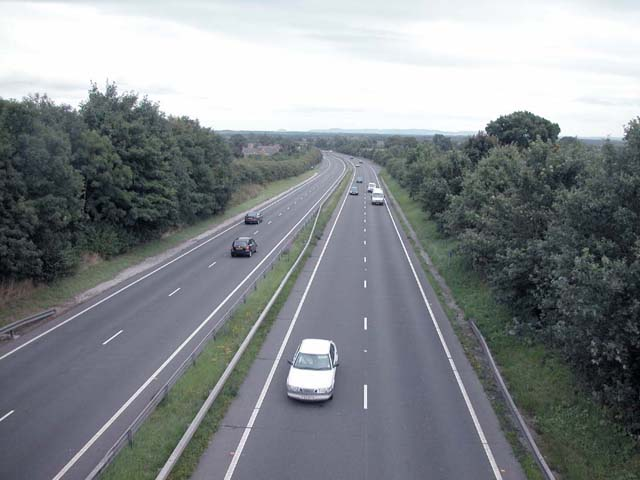
欧洲E22公路英国Warren山路段
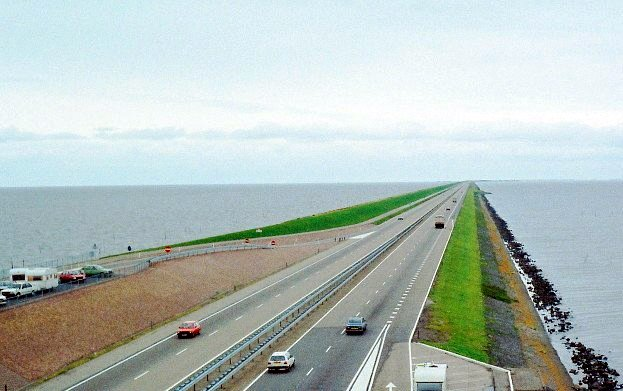
欧洲E22公路荷兰阿夫鲁戴克堤
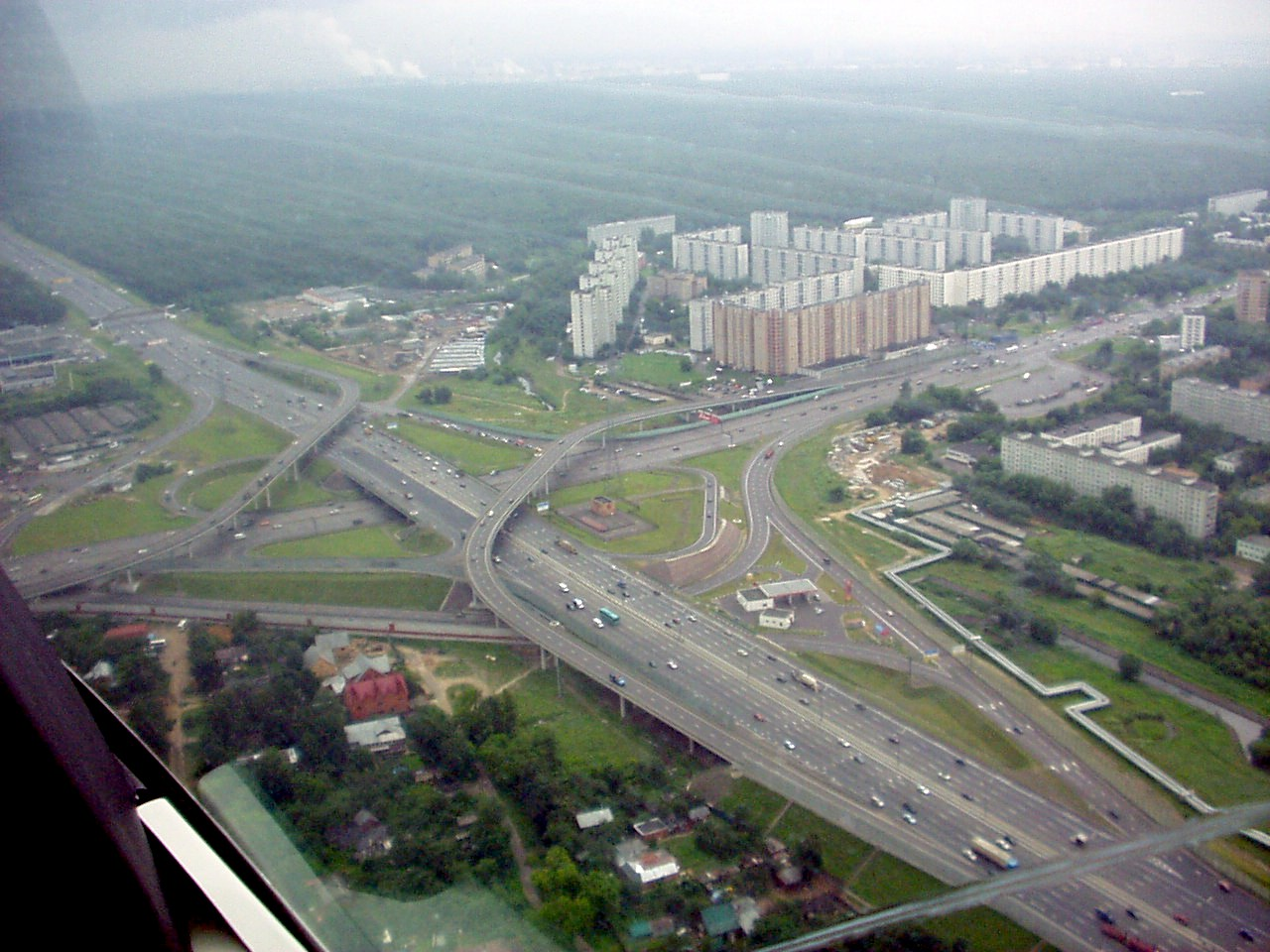
欧洲E22公路俄罗斯莫斯科路段